# Ferdinand Andergassen
Ferdinand Andergassen   (Feldkirch, 25 de març de 1892 - Feldkirch, 10 de setembre de 1964) fou un compositor i músic d'església austríac.

## Vida
El seu pare, un mestre forner, venia del Tirol del Sud i la seva mare era nadiua de Feldkirch. Va estudiar teoria de la música, piano i orgue a l'Acadèmia de Música i Arts Escèniques de Viena.
Andergassen és un dels músics més importants de la seva ciutat natal, Feldkirch,on va treballar durant molts anys com a organista de l'església parroquial de Feldkirch,com a professor de música a l'escola de música de la ciutat de Feldkirch, com a professor al llavors famós gymnasium "Stella Matutina" i al centre de formació del professorat.
Allunyat dels centres musicals, Andergassen va viure una vida humil i creativa que mai va ser objecte de molts reconeixements públics. En la seva joventut va quedar impressionat per les obres de Richard Wagner i més tard per les influències de l'impressionisme i l'expressionisme. La seva música abasta tot l'espectre de l'obra compositiva: simfonies, obres de piano, obres de música de cambra, obres corals, etc. La primera obra orquestral important la va compondre als 21 anys. Mai no va seguir un estil predeterminat en les seves obres.
En definitiva, Ferdinand Andergassen va crear el seu propi món sonor. Amb les seves composicions de música de cambra, Andergassen s'endinsà en l'època moderna. La seva música es pot descriure sovint com a amarga, després potent, una mica estranya i majoritàriament humorística. En les seves obres predominen elements polifònics una vegada i una altra, fet que sens dubte va tenir el seu origen en la seva activitat musical a l'església. Moltes de les seves obres van ser creades per i per al Cercle de Música de Feldkirch. El 1950 va rebre el títol de professor per part del president federal Karl Renner, en reconeixement de la seva tasca musical.
Va morir el 10 de setembre del 1964 a prop de Feldkirch, a causa d'un accident de trànsit.
Fins a la data, només un nombre reduït de les seves obres s'han publicat en forma impresa. La major part de la seva obra compositiva es conserva a l'arxiu musical de la ciutat de Feldkirch i està a l'espera de ser redescoberta.